# 중원호객
"중원호객"(中原虎客, The Iron-Fisted Monk)은 한국에서 제작된 홍금보 감독의 1977년 액션 영화이다. 왕호 등이 주연으로 출연하였고 추문회 등이 제작에 참여하였다.

## 출연

### 주연
- 왕호
- 김영숙
- 홍금보
- 풍극안
- 임정영

### 조연
- 화성
- 석천
- 전준
- 증지위
- 우마
- 진룡
- 종발
- 진성
- 주청
- 왕래
- 풍극안
- 임정영
- 임세관
- 양위

## 기타
- 조명: 김태성
- 미술: 이명수